# Songs from the Black Hole
Songs from the Black Hole (SFTBH, em português: Músicas do Buraco Negro) é um álbum não lançado e não terminado da banda americana de rock alternativo Weezer. Sendo o tema uma ópera rock sobre o espaço, o álbum foi originalmente preparado para seguir The Blue Album, sendo que durante o decurso das gravações o conceito foi descartado e o álbum transformado em Pinkerton. SFTBH foi, nas palavras do vocalista Rivers Cuomo, "suposto ser um álbum inteiro de músicas fluídas", pretendendo afirmar que a disposição das músicas seria encadeada em forma de história (exemplos anteriores desta técnica incluem a miscelânea dos Beatles Abbey Road e vários álbuns dos Pink Floyd, incluindo The Dark Side of the Moon e Wish You Were Here).
Em 2007, a revista Rolling Stone considerou o álbum como "uma das míticas obras-primas perdidas" da música rock.

## História

### Gravação
A grande parte do álbum foi escrito e gravado a solo por Rivers Cuomo num Stereo 8 na sua casa em Connecticut, em 1994. As personagens seriam Jonas (através de Cuomo), Laurel (através de Rachel Haden da banda That Dog), Maria (através de Joan Wasser da banda Dambuilders), Wuan e Dondó (através de Brian Bell e Matt Sharp dos Weezer), e um robô, M1 (através de Karl Koch, amigo da banda e roadie nesse tempo). Na altura, Wasser não sabia da intenção de Cuomo de a ter como participante no álbum.
Nas palavras de Cuomo, tiradas a partir da entrevista que deu à revista Rolling Stone a 15 de Novembro de 2007, este descreve a história do álbum,
| “ | Existe a seguinte equipa - três rapazes, duas raparigas e um robô - que estão numa missão no espaço para salvar alguém, ou algo. Tudo isto é na realidade uma analogia para descolar, sair para a estrada e subir nas tabelas com uma banda rock, que era o que estava a acontecer comigo no tempo em que estava a compor o álbum e em que sentia que estava perdido no espaço. | ” |

Ao longo do curso de escrita do álbum, Cuomo, que tinha entrado para Harvard no Outono de 1995, mudou o seu foco no tema da ópera rock sobre o espaço de SFTBH para o tema de Madame Butterfly de Pinkerton. Este último foi lançado a 24 de Setembro de 1996 e inclui as músicas "Tired of Sex", "Getchoo", "No Other One" e "Why Bother?". Estas quatro músicas foram escritas na anterior concepção de SFTBH, alteradas para a segunda versão de SFTBH e mudadas mais uma vez para a inclusão em Pinkerton. Algumas músicas deixadas de parte como "Devotion" e "I Just Threw Out the Love of My Dreams" foram lançadas como lado B nos singles de Pinkerton "El Scorcho" e "The Good Life".
Existem apenas três cópias conhecidas em CD-R. Duas estão na posse de Karl Koch, enquanto que a terceira cópia faz parte do arquivo pessoal de Cuomo. Estes CDs contêm as faixas da Lista de Faixas 2.

## Lista de Faixas
A Lista de Faixas 1 foi compilada em Fevereiro de 1995. Cuomo compilou a Lista de Faixas 2 no Outono de 1995.
Lista de Faixas 1
| N.º | Título                                           | Compositor(es) | Duração |  |
| 1.  | "Blast Off!"                                     | Rivers Cuomo   | 2:02    |  |
| 2.  | "You Won't Get with Me Tonight"                  | Rivers Cuomo   | 3:28    |  |
| 3.  | "Maria's Theme" (Oh Jonas)                       | Rivers Cuomo   | 0:26    |  |
| 4.  | "Come to My Pod"                                 | Rivers Cuomo   | 1:31    |  |
| 5.  | "This Is Not for Me" (Oh No, This Is Not for Me) | Rivers Cuomo   | 0:44    |  |
| 6.  | "I'm Tired Of Having Sex" (Tired of Sex)         | Rivers Cuomo   | 2:42    |  |
| 7.  | "Superfriend"                                    | Rivers Cuomo   | 3:30    |  |
| 8.  | "She's Had a Girl"                               | Rivers Cuomo   | 0:55    |  |
| 9.  | "Good News!" (Dude, We're Finally Landing)       | Rivers Cuomo   | 1:05    |  |
| 10. | "Now I Finally See"                              | Rivers Cuomo   | 0:40    |  |
| 11. | "Gitchoo" (Getchoo)                              | Rivers Cuomo   | 2:54    |  |
| 12. | "I Just Threw Out the Love of My Dreams"         | Rivers Cuomo   | 2:38    |  |
| 13. | "There Is No Other One"                          | Rivers Cuomo   | 2:46    |  |
| 14. | "Devotion"                                       | Rivers Cuomo   | 3:16    |  |
| 15. | "What Is This I Find?"                           | Rivers Cuomo   | 1:20    |  |
| 16. | "Longtime Sunshine"                              | Rivers Cuomo   | 3:17    |  |
| 17. | "Longtime Sunshine" (Reprise)                    | Rivers Cuomo   | 0:30    |  |

Lista de Faixas 2
| N.º | Título                                           | Compositor(es) | Duração |  |
| 1.  | "Blast Off!"                                     | Rivers Cuomo   | 2:02    |  |
| 2.  | "Who You Callin' Bitch?"                         | Rivers Cuomo   | 0:45    |  |
| 3.  | "Oh Jonas" (Maria's Theme)                       | Rivers Cuomo   | 0:26    |  |
| 4.  | "Please Remember"                                | Rivers Cuomo   | 0:37    |  |
| 5.  | "Come to My Pod"                                 | Rivers Cuomo   | 1:31    |  |
| 6.  | "Oh No, This Is Not for Me" (This Is Not for Me) | Rivers Cuomo   | 0:44    |  |
| 7.  | "Tired of Sex" (I'm Tired Of Having Sex)         | Rivers Cuomo   | 2:42    |  |
| 8.  | "She's Had a Girl"                               | Rivers Cuomo   | 0:55    |  |
| 9.  | "Dude, We're Finally Landing" (Good News!)       | Rivers Cuomo   | 1:05    |  |
| 10. | "Now I Finally See"                              | Rivers Cuomo   | 0:40    |  |
| 11. | "I Just Threw Out the Love of My Dreams"         | Rivers Cuomo   | 2:38    |  |
| 12. | "Superfriend"                                    | Rivers Cuomo   | 3:30    |  |
| 13. | "Superfriend" (Reprise)                          | Rivers Cuomo   | 0:25    |  |
| 14. | "You Won't Get with Me Tonight"                  | Rivers Cuomo   | 3:28    |  |
| 15. | "What Is This I Find?"                           | Rivers Cuomo   | 1:20    |  |

Outras Músicas
| N.º | Título                                   | Compositor(es) | Duração |  |
| 1.  | "Why Bother?"                            | Rivers Cuomo   | 2:08    |  |
| 2.  | "Waiting on You"                         | Rivers Cuomo   | 3:20    |  |
| 3.  | "Longtime Sunshine" (Special 'Coda' Mix) | Rivers Cuomo   | 4:19    |  |